# 반포면
반포면(反浦面)은 대한민국 충청남도 공주시의 면이다. 면적은 60.0km2이고, 인구는 2013년 기준으로 2,159세대, 4,864명이다.
대전광역시 유성구 갑동과 접한다.

## 연혁
- 백제시대 : 웅천 지역에 속했다.
- 신라시대 : 웅주 지역에 속했다.
- 고려 태조 23년(940년) : 공주목에서 관할하였다.
- 조선 고종 23년(1886년) : 이 때까지 공주목에서 관할하였다.
- 1914년 : 행정구역 개편으로 16개리 관할하는 반포면이 신설되었다.

1914년의 행정구역과 현재의 행정구역 비교
| 1914년          | 1914년                                                         | 현재                  | 현재                                                           |
| --------------- | -------------------------------------------------------------- | --------------------- | -------------------------------------------------------------- |
| 면              | 리                                                             | 시·면                 | 리                                                             |
| 반포면 (反浦面) | 공암리, 마암리, 봉곡리, 상신리, 송곡리, 온천리, 하신리, 학봉리 | 공주시 반포면         | 공암리, 마암리, 봉곡리, 상신리, 송곡리, 온천리, 하신리, 학봉리 |
| 반포면 (反浦面) | 국곡리, 도남리, 봉암리, 성강리, 원봉리                         | 세종특별자치시 금남면 | 국곡리, 도남리, 봉암리, 성강리, 원봉리                         |

- 1973년 : 법정 13개리, 행정 20개리를 관할하였다.
- 1992년 : 봉곡2리를 분리하여 행정 21개리를 관할하였다.
- 2012년 7월 1일 : 세종특별자치시가 설치되면서 원봉리·도남리·성강리·국곡리·봉암리 법정 5개리가 세종특별자치시 금남면으로 편입되었다.[2]

## 행정 구역
- 공암리(孔巖里): 행정복지센터 소재지.
- 봉곡리(鳳谷里)
- 봉암리(鳳巖里)
- 상신리(上莘里)
- 송곡리(松谷里)
- 온천리(溫泉里)
- 하신리(下莘里)
- 학봉리(鶴鳳里)